# Catacomb
Catacomb is een tweedimensionale third-person shooter met een top-downperspectief, dat in 1990 werd uitgebracht door het Amerikaanse softwarebedrijf Softdisk.
Het spel werd oorspronkelijk ontwikkeld voor de Apple II en later geporteerd naar DOS. Het ondersteunt de grafische modi EGA en CGA.
Catacomb is geprogrammeerd door John Carmack, die later zou werken aan succesvolle computerspellen zoals Wolfenstein 3D en Doom. De snelle actie en de mogelijkheid om zijwaarts te bewegen in Catacomb zijn een voorbode van Carmacks latere werk. De broncode voor vijandelijke bewegingen in Wolfenstein 3D is gebaseerd op broncode van Catacomb.
Catacomb kreeg meerdere vervolgdelen, die oorspronkelijk allemaal door Softdisk werden uitgebracht. Het DOS-computerspel The Catacomb en de drie Apple II-spellen Sylvan Idyll, Ether Quest en Sand Trap zijn ook top-down third-person shooters. Daarnaast bevat de Catacombserie ook vier first-person shooters voor DOS: Catacomb 3-D, Catacomb Abyss, Catacomb Armageddon en Catacomb Apocalypse.
In maart 2013 werd Catacomb, evenals diens opvolger The Catacomb en de Catacomb-3D-spellen beschikbaar gesteld op GOG.com als onderdeel van het Catacombs Pack.
De broncode van het spel werd gepubliceerd door Flat Rock Software in juni 2014 onder de GNU General Public License.

## Gameplay
In het spel neemt de speler de rol aan van magiër Petton Everhail, die bezoek krijgt van Terexin, een voorname tovenaar van de Kieralon. Terexin informeert hem dat het Rijk van Kieralon is gevallen. De speler moet naar het paleis van Kieralon reizen om de verloren schatten van Terexin te verzamelen.
Catacomb bestaat uit vijftien levels in de Apple II versie en tien levels op de uitprobeer diskette die het PC diskette tijdschrift Gamer's Edge promoot. Om een volgende level te bereiken moet de speler door een magische teleportatie spiegel stappen. Deze spiegels bevinden zich meestal achter een gesloten deur, waarbij een sleutel nodig is om voortgang te maken.
Er zijn vier verschillende aanvallen: vuurbal, super vuurbal, Bolt (krachtige aanval in één richting) en Nuke (krachtige aanval in vier richtingen). De vuurbal en super vuurbal aanvallen kunnen oneindig herhaald worden. De Bolt en Nuke verbruiken een boekrol elke keer dat ze gebruikt worden. De speler start het spel met drie Bolt boekrollen en twee Nuke boekrollen. Aanvullende boekrollen liggen verspreid over de levels.
De speler heeft de mogelijkheid om zijwaarts te bewegen, een functie die programmeur John Carmack ook in latere spellen als Wolfenstein 3D en Doom zou toevoegen. Een ander vermeldenswaardig element in Catacomb zijn de vaak ironische regels tekst die geschreven staan op muren.

## Ontwikkeling
Het computerspel Catacomb was oorspronkelijk ontwikkeld door programmeur John Carmack voor de Apple II personal computer.
In 1990 ging Carmack werken bij Softdisk, een softwarebedrijf in de stad Shreveport in de Amerikaanse staat Louisiana. Daar werkte hij samen met spelontwikkelaar John Romero, die een tweemaandelijks computerspeltijdschrift was begonnen, getiteld Gamer's Edge. Klanten konden zich abonneren op Gamer's Edge om elke twee maanden één of meer pc-spellen te ontvangen van Softdisk.
In juli 1990 vertelde Softdisk-CEO Al Vekovius aan Carmack en Romero dat de uitprobeerdiskette van Gamer's Edge twee spellen zou moeten bevatten, om zodoende voldoende klanten voor een abonnement te interesseren. Aangezien deze twee spellen moesten worden ontwikkeld in de uitdagende tijdsspanne van slechts één maand, kozen de twee ontwikkelaars ervoor om twee van hun bestaande Apple II-spellen te porteren naar de pc. Carmack herschreef zijn spel Catacomb voor de pc, terwijl Romero Dangerous Dave porteerde. Beide spellen waren gereed voor de deadline en werden opgenomen op de uitprobeerdiskette van Gamer's Edge.:85-87
In de daaropvolgende jaren zouden John Carmack en John Romero verder samenwerken aan succesvolle spellen zoals Wolfenstein 3D en Doom. De broncode voor vijandelijke bewegingen in Wolfenstein 3D is gebaseerd op broncode van Catacomb.
Volgens het boek Masters of Doom werden Carmack en Romero zich bewust van elkaars sterke en zwakke kanten terwijl ze samenwerkten aan de pc-versies van Catacomb en Dangerous Dave. Deze kennis stelde hen in staat om effectief samen te werken.:39-40

## Vervolgdelen

### The Catacomb
The Catacomb, ook bekend onder de naam Catacomb II, is een tweedimensionaal third-person shooter computerspel voor DOS. Het werd uitgegeven door Softdisk als een vervolg op het spel Catacomb. Het spel bevat 30 levels. De weergave en de gameplay zijn identiek aan zijn voorganger.
Volgens de autobiografie van John Romero werd "Catacomb 2" ontwikkeld door id Software en verkocht aan Softdisk in 1991.:109
Later bracht Softdisk het spel uit onder de naam The Catacomb als onderdeel van hun Lost game collection of ID Software.
In maart 2013 werd The Catacomb uitgebracht via GOG.com als onderdeel van het Catacombs Pack. De broncode van het spel werd vrijgegeven onder de GNU General Public License in juni 2014.

### Catacomb 3-D
Catacomb 3-D is een first-person shooter computerspel voor DOS.
Het werd ontwikkeld door id Software en uitgegeven door Softdisk in november 1991. Het spel geeft de levels in een 3D perspectief weer en introduceerde het concept van het tonen van de hand van de speler in de drie dimensionale weergave. Daarmee is Catacomb 3-D een vroeg voorbeeld van een spel uit het first-person shooter genre. 

### Catacomb Abyss
Catacomb Abyss is een first-person shooter computerspel voor DOS. Het werd ontwikkeld door Softdisk als een vervolg op Catacomb 3-D en werd uitgegeven in november 1992. Softdisk gaf een sharewareversie van Catacomb Abyss uit, die vrij gedistribueerd en gespeeld kon worden om spelers aan te moedigen de twee vervolgdelen aan te schaffen, genaamd Catacomb Armageddon en Catacacomb Apocalypse.

### Sylvan Idyll
Sylvan Idyll is een tweedimensionaal third-person shooter computerspel voor de Apple II en Apple IIGS personal computers. Het werd uitgegeven door Softdisk in 1992. De Apple II versie werd ontwikkeld door Peter Rokitski. De IIGS versie werd ontwikkeld door Nate Trost. Het spel bevat 15 levels en is gesitueerd in een groot woud.

### Ether Quest
Ether Quest is een tweedimensionaal third-person shooter computerspel voor de Apple II en Apple IIGS personal computers. Het werd uitgegeven door Softdisk in 1993. De Apple II versie werd ontwikkeld door Peter Rokitski. De IIGS versie werd ontwikkeld door Nate Trost.
In dit spel wordt de held Petton Everhail verplaatst naar een "etherisch vlak" tussen tijd en ruimte. In tegenstelling tot de andere 2D Catacomb spellen is de level voortgang niet lineair in Ether Quest. Vanaf de start ruimte kan de speler heen en terug naar verschillende delen van het spel. De website Hardcore Gaming 101 beschouwt de moeilijkheidsgraad in dit spel als de hoogste in de Catacomb serie.

### Sand Trap
Sand Trap is een tweedimensionaal third-person shooter computerspel voor de Apple II en Apple IIGS personal computers. Het werd uitgegeven door Softdisk in 1994.
In het spel moet de held Petton Everhail de uitgang van een piramide vinden. Ten opzichte van de voorgaande delen zijn er twee nieuwe functies in het spel: een harnas dat extra bescherming biedt en de mogelijkheid om de tijd te bevriezen zodat vijanden niet in staat zijn om te bewegen of aan te vallen.